# روميو + جولييت
روميو + جولييت هو فيلم أمريكي مقتبس من المسرحية الرومانسية التراجيدية للكاتب ويليام شكسبير، وقد أُنتج الفيلم عام 1996، وأخرجه باز لورمان، وهو من بطولة ليوناردو دي كابريو، وكلير دينس.

## القصة
في مدينة فيرونا بإيطاليا كانت تعيش اسرتان ثريتان، أسرة مونتاجيو ينتمي إليها روميو واسرة كابوليت التي تنتمي إليها جولييت وكان العداء بين العائلتين كبيرا وصل إلى اراقة الدماء حتى بين الخدم لدي العائلتين, اقام كابوليت حفلة حضرها عدد من النبلاء والفتيات الجميلات اما روميو فكان يحب روزالين ولكن حب من طرف واحد وهي لا تبادله نفس الشعور, ولكن بنفوليو شجعه على حضور الحفلة التنكرية، وكان الغرض من الذهاب هو مشاهدة روزالين وقرر الجميع الذهاب وهم متنكرين, وبدأ حفل الرقص وكان على اشده وتمتع روميو كثيرا برؤية الفتيات الجميلات وفجأة خطفت قلبه جولييت واعجب بها وانبهر بجمالها وهدوئها وخفة دمها, بدأ يغازلها شعرا ويصف جمالها, ولكن تابياليت ابن خال جولييت اكتشف صوت روميو واراد ان يقتله ولكن كابوليت رفض ذلك احتراما للضيوف, ومع ذلك كان روميو يتصرف بشكل مؤدب ومهذب, وحلق روميو وجولييت في محراب وعالم الحب والكلمات العذبة والرقيقة, بدأت لغة التعارف ما بين الاثنين رغم كل الكراهية ما بين العائلتين، انتصر الحب منذ الوهلة الأولى على الحقد والعداوة والكراهية وارتبط القلبان بوشيحة العواطف الجياشة والصادقة وانتهت الحفلة وروميو يحلم هائماً بلقاء الحبيبة.
وفي الليل تسلق روميو جدران قصر جولييت وسط كل المخاطر بحثا عن الحبيبة في غرفة نومها, في البداية اختفى خلف الأشجار وتسلق سور الحديقة, الحبيبان التقيا وهما يتعانقان بلغة الحب وفرحة العثور على الحبيب، وتحولت الكلمات إلى لحن فرح كأنغام الموسيقي, وروميو بعد اللقاء اتجه مباشرة إلى بيت الراهب لورانس ليخبره عن قصة الحب الجديدة, يبارك الراهب لورانس ويقرر مساعدتهما على تتويج الحب بالزواج، ويبارك الراهب هذه العلاقة الشريفة املا ان يكون هذا الزواج نهاية سعيدة لسنوات طويلة من العداء بين العائلتين, وفي اليوم التالي التقى شباب من العائلتين في الطريق العام, كل من روميو وصديقه بنفولتو صادفا تابياليت من عائلة كابوليت، يوجه تابياليت الاهانات إلى روميو ولكن روميو يبادله الود ويرغب في مصافحته، هنا ينزعج بنفولتو وتبدأ المبارزة ويقتل تابياليت بنفلتو وتثور ثائرة روميو ويقتل تايياليت وبعد ذلك يهرب روميو من المدينة ويختفي ويلتجئ إلى الراهب لورانس وتنتهي قصة شهداء الحب والغرام روميو وجولييت عند بوابة الراهب لورانس، انتهى لهيب الحب ما بين الحبيبين بشهادتهما، أحدهما يضحي من اجل الآخر.

## وصلات خارجية
- الموقع الرسمي نسخة محفوظة 17 ديسمبر 2008 على موقع واي باك مشين.
- روميو + جولييت على موقع IMDb (الإنجليزية)
- روميو + جولييت على موقع ميتاكريتيك (الإنجليزية)
- روميو + جولييت على موقع الموسوعة البريطانية (الإنجليزية)
- روميو + جولييت على موقع روتن توميتوز (الإنجليزية)
- روميو + جولييت على موقع نتفليكس (الإنجليزية)
- روميو + جولييت على موقع قاعدة بيانات الأفلام العربية
- روميو + جولييت على موقع ألو سيني (الفرنسية)
- روميو + جولييت على موقع أول موفي (الإنجليزية)
- روميو + جولييت على موقع بوكس أوفيس موجو (الإنجليزية)
- روميو + جولييت على موقع فيلمافينيتي (الإسبانية)